# Boxe aux Jeux olympiques d'été de 1948
Navigation
Berlin 1936 Helsinki 1952
Aux Jeux olympiques d'été de 1948, huit épreuves de boxe anglaise se sont disputées du 7 au 15 août 1948 à Londres, Grande-Bretagne.

## Résultats

### Podiums

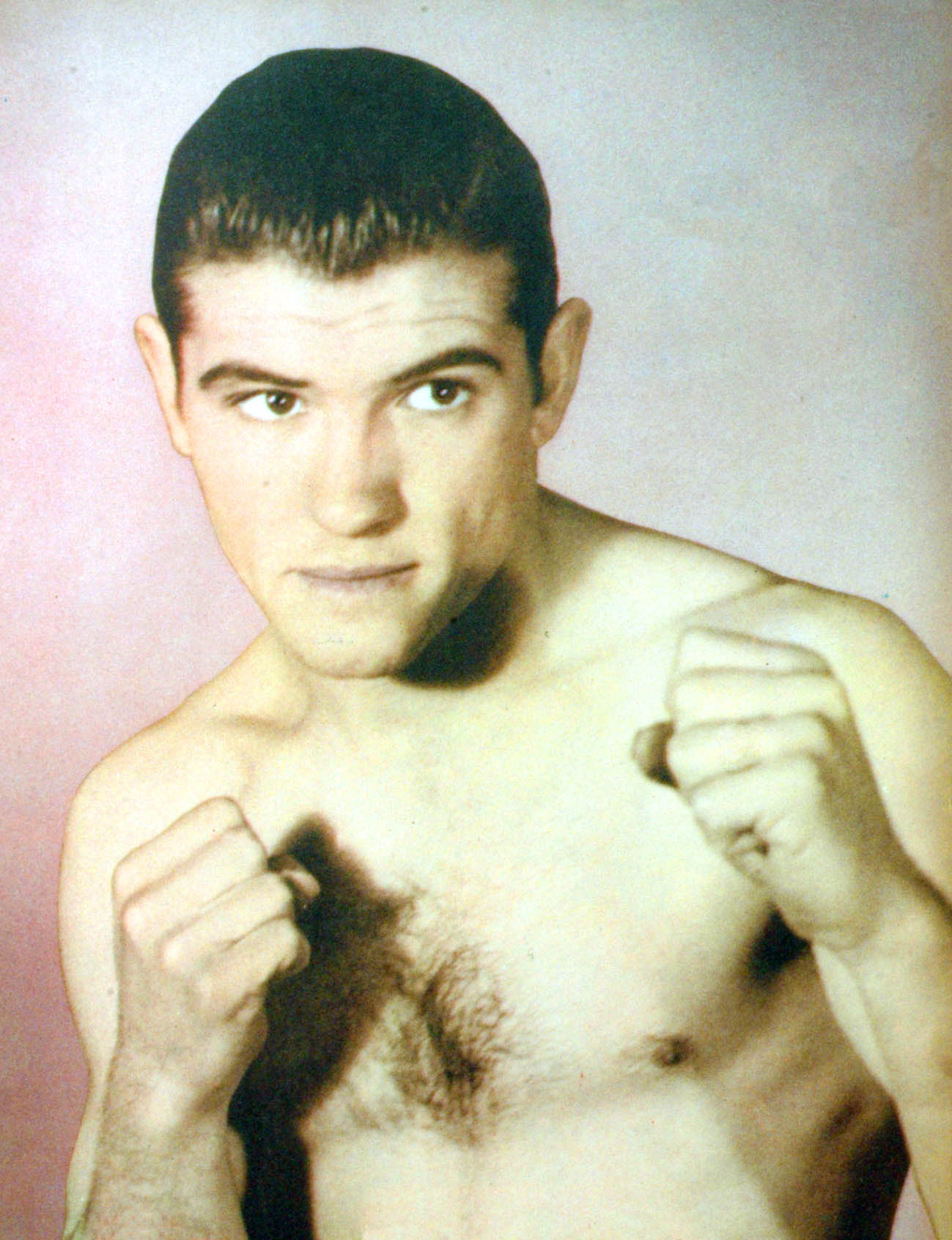
Pascual Pérez, vainqueur de la compétition des poids mouches.

| Catégories               | Or               | Argent              | Bronze                   |
| Poids mouches (-51 kg)   | Pascual Pérez    | Spartaco Bandinelli | Han Soo-ann              |
| Poids coqs (-54 kg)      | Tibor Csik       | Gianni Zuddas       | Juan Evangelista Venegas |
| Poids plumes (-58 kg)    | Ernesto Formenti | Dennis Shepherd     | Aleksy Antkiewicz        |
| Poids légers (-62 kg)    | Gerald Dreyer    | Joseph Vissers      | Svend Wad                |
| Poids welters (-67 kg)   | Julius Torma     | Horace Herring      | Alessandro D'Ottavio     |
| Poids moyens (-73 kg)    | László Papp      | John Wright         | Ivano Fontana            |
| Poids mi-lourds (-80 kg) | George Hunter    | Donald Scott        | Mauro Cía                |
| Poids lourds (+80 kg)    | Rafael Iglesias  | Gunnar Nilsson      | John Arthur              |

### Tableau des médailles
L'Afrique du Sud termine en tête du bilan des épreuves de boxe anglaise. Avec 5 médailles, l'Italie est le pays le plus récompensé de la compétition.
| Place | Pays              | Médaille d'or, Jeux olympiques | Médaille d'argent, Jeux olympiques | Médaille de bronze, Jeux olympiques | Total |
| ----- | ----------------- | ------------------------------ | ---------------------------------- | ----------------------------------- | ----- |
| 1     | Afrique du Sud    | 2                              | 1                                  | 1                                   | 4     |
| 2     | Argentine         | 2                              | 0                                  | 1                                   | 3     |
| 3     | Hongrie           | 2                              | 0                                  | 0                                   | 2     |
| 4     | Italie            | 1                              | 2                                  | 2                                   | 5     |
| 5     | Tchécoslovaquie   | 1                              | 0                                  | 0                                   | 1     |
| 6     | Royaume-uni       | 0                              | 2                                  | 0                                   | 2     |
| 7     | Belgique          | 0                              | 1                                  | 0                                   | 1     |
| -     | États-Unis        | 0                              | 1                                  | 0                                   | 1     |
| -     | Suède             | 0                              | 1                                  | 0                                   | 1     |
| 10    | Corée du Sud      | 0                              | 0                                  | 1                                   | 1     |
| -     | Danemark          | 0                              | 0                                  | 1                                   | 1     |
| -     | Pologne           | 0                              | 0                                  | 1                                   | 1     |
| -     | Porto Rico        | 0                              | 0                                  | 1                                   | 1     |
| Total | 13 pays médaillés | 8                              | 8                                  | 8                                   | 24    |